# پیتر اوپسویک
پیتر اوپسویک (به نروژی: Peter Opsvik)؛ (زادهٔ ۲۵ مارس ۱۹۳۹ – درگذشتهٔ ۳۰ سپتامبر ۲۰۲۴) یک طراح صنعتی اهل نروژ بود که بیشتر به خاطر صندلی‌های مبتکرانه و ارگونومیک خود شهرت دارد.  وی، پدر نوازندهٔ باسِ جاز، ایویند اوپسویک است. مبلمان اوپسویک را می‌توان با نام‌های تجاری: ریبو (باغ)، صندلی پایه‌بلند نومی، هوگ (کاپیسکو، اچ۰۴، اچ۰۵، بال کنونتیو)، واریر، استوکه (تریپ ترپ) ناتورالمنت (رفلکس)، سیلندرا (اشیاء مبلمان) و مومنت (گوی) پیدا کرد. کتاب او «بازاندیشی نشستن» در سال ۲۰۰۹ میلادی منتشر شد و بینشی در مورد تفکر او دربارهٔ نشستن و توضیح فلسفهٔ پشت طراحی صندلی‌های خود ارائه کرد. پیتر اوپسویک نوازندهٔ جاز نیز بود. او از سال ۱۹۷۲ میلادی در گروه کریستیانیا جاز و از سال ۱۹۹۳ میلادی عضو گروه کریستیانیا ۱۲ بود.

## مفاهیم اساسی

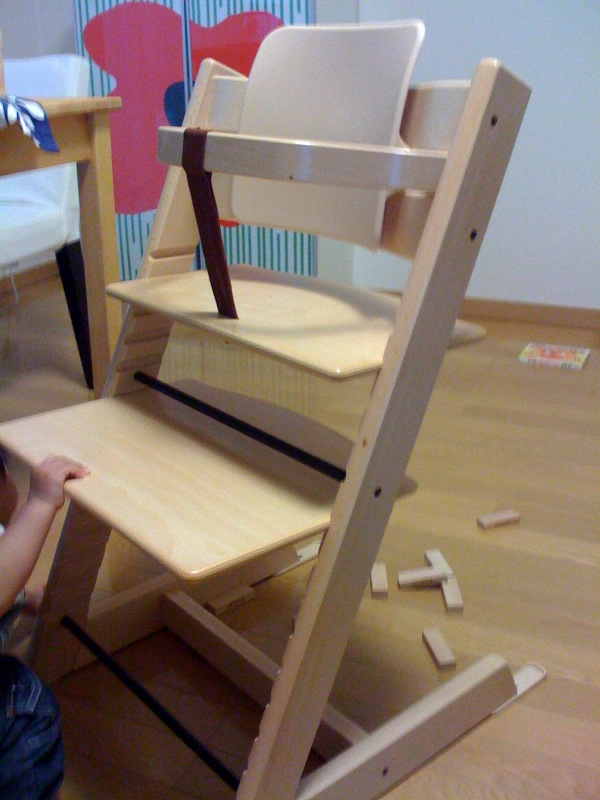
صندلی غذای کودک TRIPP TRAPP از برند Stokke AS

احتمالاً شناخته شده‌ترین کار او صندلی قابل تنظیم تریپ ترپ (۱۹۷۲ میلادی) برای کودکان است، اولین صندلی که همراه با کودک، از کودک نوپا تا نوجوان «رشد» می‌کند. این محصول توسط شرکت استوکه ساخته شده و بیش از هفت میلیون نسخه فروخته شده‌است. در سال ۲۰۱۳ میلادی، همراه با وبگاه اوُموو.کام، صندلی پایه‌بلند مفهومی نومی را راهی بازار کرد.
صندلی زینی هوگ کاپیسکو در دههٔ ۱۹۸۰ میلادی و با الهام از وضعیت پویای اسب سوار به بازار عرضه شد. با این حال هدف، ایجاد یک وسیلهٔ نشستن یا صندلی کار بود که کاربر را دعوت می‌کند تا بیشترین تعداد حالت نشستن ممکن را به خود بگیرد. در سال ۲۰۱۰ میلادی این طراحی کلاسیک برای مخاطبان وسیع تری در هنگام عرضه کاپیسکو پولس در دسترس قرار گرفت.
شیب متعادل کننده بسیار سودمند است زیرا کاربر به‌طور خودکار حرکات چرخش صندلی را بدون نیاز به فکر کردن در مورد آن کنترل می‌کند. کاربر می‌تواند روی فعالیت‌های خود تمرکز کند و نیازی به تنظیم مکانیکی صندلی ندارد. این صندلی از تمایلات طبیعی بدن پیروی می‌کند و به‌طور خودکار در زوایای نشستن انتخاب شده بدن یا در زوایایی که برای انجام کار مورد نیاز است تثبیت می‌شود. ساده‌ترین راه برای تأیید این موضوع این است که یکی از صندلی‌های او را در مقابل میز کار در طول یک روز کاری عادی امتحان کنید. هنگامی که کاربر می‌خواهد روی میز فعال باشد صندلی به جلو متمایل می‌شود و اگر کاربر بخواهد استراحت کند یا با تلفن صحبت کند به سمت عقب متمایل می‌شود. اغلب چنین تغییراتی چندین بار در دقیقه رخ می‌دهد.
هانس کریستین منگسهول مفهوم حالت صندلی زانویی را در نروژ آغاز کرد، و پیتر اوپسویک یکی از سه طراح بود که صندلی‌هایی را بر اساس این اصل توسعه داد که همهٔ آنها بالانس را در نام خود داشتند. دیگران اودوین ریکن و پروفسور سواین گسرود بودند. صندلی‌های زانویی پیتر اوپسویک در اصل توسط استوکه (اکنون واریر)، هوگ و ریبو ساخته شده بودند. این صندلی به عنوان یکی از ۵۰ طرحی که دنیا را تغییر داد انتخاب شده‌است.
همان‌طور که از نام متغیر مشخص است، برای اوپسویک اهمیت اولیه این بود که حالت زانویی باید یکی از بسیاری از حالت‌های نشستن مختلف باشد.
نمونه‌های محصول عبارتند از بالانس متغیر، بالانس گرانش، بالانس آن‌نشسته، و بالانس بال.

## جوایز
پیتر اوپسویک جوایز متعددی را برای کار خود دریافت کرد و کمیسیون اروپایی را نیز «جایزهٔ ایمنی محصول ۲۰۱۹ میلادی» برای صندلی غذای نومی دریافت کرده‌است. جایزهٔ «بهترین بهترین‌ها» رد دات ۲۰۱۳ میلادی برای صندلی غذای نومی، جایزهٔ رد دات ۲۰۱۱ میلادی (برای کاپیسکو پولس)، جایزهٔ طلایی طراحی محصول آی‌اف ۲۰۱۱ میلادی (برای کاپیسکو پولس) و جایزهٔ طراحی برتر نروژی ۲۰۱۱ میلادی اوپسویک جایزهٔ کلاسیک برای برتری طراحی در نروژ برای صندلی تریپ ترپ در سال ۱۹۹۶ میلادی و هوگ کاپیسکو اهداء شد. در سال ۲۰۰۸ میلادی جایزهٔ فرهنگی آندرس یاهره و جایزهٔ طراحی نوردیک به او اهداء شد. اوپسویک همچنین جایزهٔ طراحی تورستن و وانیا سودربرگ را در سوئد به خاطر مبلمان متحرک و متغیر خود دریافت کرده‌است. در سال ۲۰۱۳ میلادی فرم نروژی (بنیاد طراحی و معماری در نروژ) به اوپسویک جایزه-یاکوب برای سال ۲۰۱۲ میلادی اعطاء کرد.

## نمایشگاه‌ها
مبلمان-اشیاء پیتر اوپسویک در سراسر جهان به نمایش گذاشته شده‌است. جنبش پیتر اوپسویک، یک نمایشگاه سیار که توسط وزارت امور خارجهٔ نروژ آغاز شد، در موزهٔ هنرهای تزئینی و طراحی (خنت) در سال ۱۹۹۹ میلادی، موزهٔ آلمان (مونیخ)، فانوس دریایی (گلاسگو) و همچنین از جمله موزهٔ طراحی (لندن)، موزهٔ هنر و طراحی تزئینی (گوتنبرگ) و… به نمایش گذاشته شد.
برخی دیگر از نمایشگاه‌های وی در این مکان‌ها به نمایش درآمده است:
- موزهٔ هنرهای کاربردی نروژ غربی، برگن، ۱۹۹۶ میلادی.
- خانهٔ هنرمندان با گالری، گوتینگن، ۱۹۹۰ میلادی.
- گالری وی.آی. ای، پاریس، ۱۹۹۰ میلادی.
- موزهٔ هنرهای کاربردی، اسلو، ۱۹۸۶ میلادی.
- نیویورک، هیوستون، شیکاگو و توکیو در سال ۱۹۸۲ میلادی.
- وین، دوسلدورف، لاهه و لندن در سال ۱۹۸۱ میلادی.
- کپنهاگ و لندن ۱۹۷۹ میلادی.